# クラウス・リヒツェンハイン
クラウス・リヒツェンハイン（Klaus W. Richtzenhain、1934年11月1日 - 2025年3月6日まで）は、ドイツ・ベルリン出身の元陸上競技選手である。彼は、1956年に開催された1956年メルボルンオリンピックの陸上男子1500メートル競走で銀メダルを獲得した。

## 経歴
リヒツェンハインは当時の東ドイツで陸上選手として活躍し、メルボルンオリンピックでは東西統一ドイツ代表として、800メートル競走と1500メートル競走の2種目に出場した。
38人の選手が出場した800メートル競走では1分53秒3（手動計時、電気計時では1分53秒47）の記録で予選5組の5位に終わり、準決勝へ進むことができる各組の上位3名には入れなかった。37人の選手が出場した1500メートル競走では予選1組で走り、3分46秒6（手動計時、電気計時では3分46秒76）で1位となって決勝に進んだ。決勝ではアイルランド代表のロナルド・デラニーが当時のオリンピック新記録となる3分41秒2（手動計時、電気計時では3分41秒49）で優勝し、リヒツェンハインは3分42秒0（手動計時、電気計時では3分42秒02）で銀メダル獲得を果たした。
2025年3月6日に訃報が発表された。90歳没。晩年はエアフルトで年金生活を送った。